# Наш человек в Гаване (фильм)
«Наш челове́к в Гава́не» (англ. Our Man in Havana, 1959) — художественный фильм Кэрола Рида. Экранизация одноимённого романа Грэма Грина.

## Сюжет
Сюжет фильма, в целом, соответствует сюжету романа. Действие происходит на Кубе времён Батисты. Скромный продавец пылесосов Уормолд неожиданно становится резидентом британской разведки. Чтобы как-то оправдать денежное вознаграждение, он начинает выдумывать агентов, якобы им завербованных. К удивлению Уормолда, его фальшивые донесения воспринимаются всерьёз — не только начальством, но и врагами.

## В ролях
- Алек Гиннесс — Джим Уормолд
- Бёрл Айвз — доктор Гассельбахер
- Морин О’Хара — Беатрис Северн
- Эрни Ковач — капитан Сегура
- Ноэл Кауард — Готорн
- Джо Морроу — Милли Уормолд
- Пол Роджерс — Картер

## Создание
Фильм снимался после прихода к власти Фиделя Кастро. Новое правительство дало разрешение на съёмки, так как фильм осуждает режим Батисты, а также вмешательство США и Британии в дела Кубы.